# Florissant
Florissant ist eine US-amerikanische Stadt in Missouri. Sie liegt 21 km nördlich von St. Louis in deren Ballungsraum und gehört zum St. Louis County. Das U.S. Census Bureau hat bei der Volkszählung 2020 eine Einwohnerzahl von 52.533 ermittelt.

## Geschichte
Im Jahr 1785 wurde Florissant von französisch-kreolischen Siedlern und Bauern gegründet. Der Name Florissant (ursprünglich Fleurissant) leitet sich vermutlich vom hier sehr fruchtbaren Boden ab. Der spanische Name der Stadt war St. Ferdinand. Seit dem Jahr 1840 wuchs die bis dahin kleine Stadt durch deutsche Einwanderer. Mitte des 20. Jahrhunderts wuchs die Stadt erneut durch Einwanderer aus St. Louis.

## Sehenswürdigkeiten

### Old St. Ferdinand’s Shrine
Das Kloster wurde im Jahr 1819 im Stil des Federal Style erbaut. Die dazugehörige Kirche entstand im Jahr 1821. Im Jahr 2022 wurde das Gebäude durch Überschwemmungen beschädigt.

## Bevölkerung
In Florissant lebten 2020 52.533 Menschen. Im Jahr 2022 lebten diese in 20.505 Haushalten. Die Beschäftigungsquote lag 2022 bei 64,9 %.

## Persönlichkeiten

### Mit der Stadt verbunden
- Augusta Holtz, * 3. August 1871 in Czarnikau; † 21. Oktober 1986 in Florissant, Deutschamerikanerin, wurde 115 Jahre alt